# ييندو
بلدية ييندو (بالإسبانية: Liendo)‏، هي إحدى بلديات منطقة كانتابريا, المصنفة على أنها مقاطعة أيضاً، في شمال إسبانيا.
يبلغ عدد سكانها 888 نسمة وفقاً لإحصائية سنة (2002).